# 伍德羅恩海灘 (佛羅里達州)
伍德羅恩海灘（英語：Woodlawn Beach）是位於美國佛羅里達州聖羅薩縣的一個人口普查指定地區。

## 地理
伍德羅恩海灘的座標為30°42′45″N 87°01′06″W / 30.71250°N 87.01833°W，而該地最高點為海拔高度8米（即26英尺）。

## 人口
根據2010年美國人口普查的數據，伍德羅恩海灘的面積為17.17平方千米，當中陸地面積為6.14平方千米，而水域面積為11.03平方千米。當地共有人口16120人，而人口密度為每平方千米938人。